# 메서

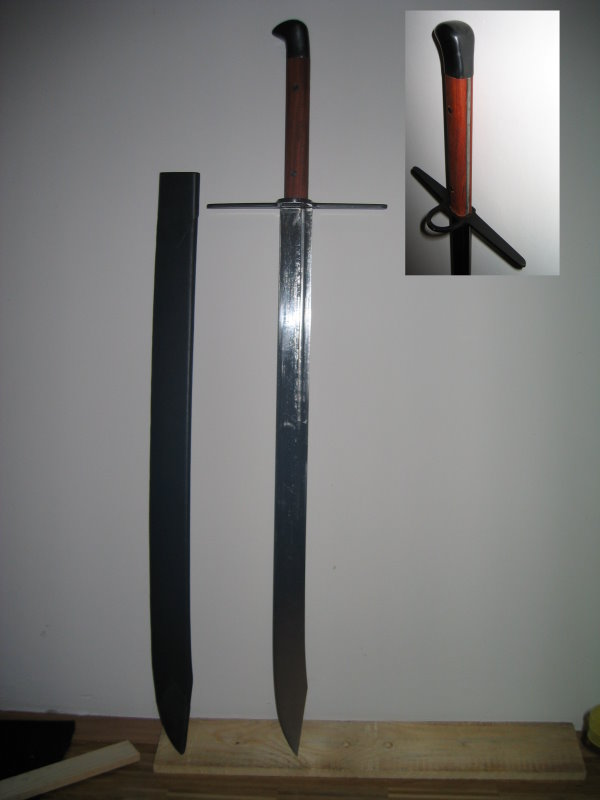
그로세스메서.

메서(독일어: Messer)는 중세의 펄션과 근대의 세이버의 중간 형태인 외날도검이다. 독일의 중세 말기에서 문예부흥기(14세기에서 16세기)에 걸쳐 유행했다. 독일어로 "메서"란 날붙이 전반을 가리키는 말이며, 이 시기의 특정 도검 형태를 가리킬 때는 대개 "장도"라는 뜻의 랑게스메서(독일어: Langes Messer) 또는 "대도"라는 뜻의 그로세스메서(독일어: Großes Messer)라고 불리었다.

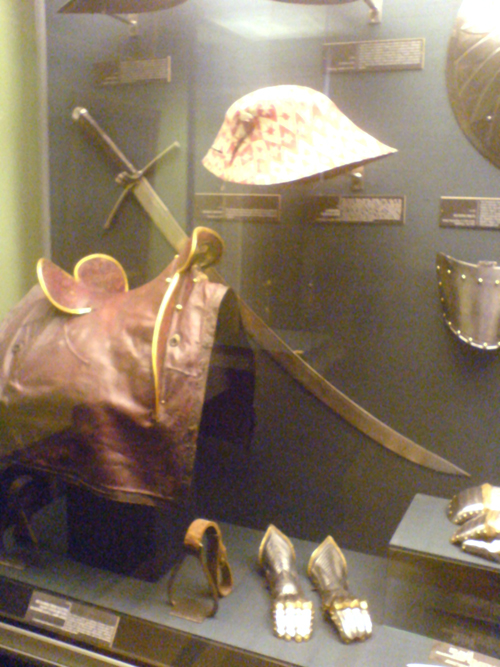
빈 미술사 박물관에 전시된 크릭스메서.

유사품으로 "전쟁도"라는 뜻의 크릭스메서(독일어: Kriegsmesser)라는 것이 있다. 크릭스메서는 그로세스메서와 유사하게 생겼지만 기본적으로 양수검이라는 점에서 구분된다. 크릭스메서는 독일의 양수양날검인 츠바이헨더가 헝가리의 영향을 받아 변형된 것으로, 크릭스메서가 그로세스메서에 비해 보다 검신이 날씬하게 빠져서 시미타 모양에 가깝다. 크릭스메서는 란츠크네히트 등의 직업군인들에게 애용되었다.

## 같이 보기
- 펄션
- 마체테
- 참마도